# Lost Cause Motors
Lost Cause Motors war ein US-amerikanischer Automobilhersteller, der in den Jahren 1963 und 1964 in Louisville (Kentucky) ansässig war. Sein Gründer Charles P. Farmsley war vorher Bürgermeister von Louisville. Ihm gehörte der Karosseriebaubetrieb Derham Body Company in Rosemont (Pennsylvania).

## Beschreibung
Der Lost Cause (dt.: verlorene Sache oder: Lost Cause) war ein Chevrolet Corvair in Limousinenausführung, der mit allen erdenklichen Luxusausstattungen bestückt wurde. Sitze und Dach waren mit schwarzem Leder bezogen, das Armaturenbrett war aus Kentucky-Walnussholz. Die Instrumente im Armaturenbrett wurden um einen Höhenmesser, einen Kompass, eine Zeituhr und diverse Armaturen für den Einsatz im Rallyesport ergänzt. Es gab eine Picknickausstattung und ein Kofferset ab Werk.
Der serienmäßige Sechszylinder-Boxermotor mit 2376 cm³ Hubraum und 80 bhp (59 kW) Leistung bei 4400 min−1 konnte von John Fitch & Co. so getunt werden, dass er 120 bhp (88 kW) abgab und der Wagen 185 km/h erreichte.